# Cesare Francalancia
Cesare Francalancia (Roma, 25 dicembre 1916 – ...) è stato un calciatore italiano, di ruolo portiere.

## Carriera
Cresciuto nella Roma, esordisce al Testaccio contro il Bologna nel 1936, risultando però protagonista di un errore su un tiro di Carlo Reguzzoni che permetterà agli ospiti di vincere la partita.
Dopo due stagioni in prestito alla MATER e al Soranei campionati di Serie C (dove vincerà anche un campionato di serie) fece rientro alla base sostituendo il titolare Risorti nella stagione 1945-1946. “Sicuro nelle uscite”, si fece notare durante le finali Nord-Sud di quell'anno. In un Milan-Roma 2-0, malgrado il passivo, farà scrivere all'articolista del Corriere dello Sport: “Note liete per Francalancia, che ha fatto un partitone…”. Lo chiamavano il “gatto magico". Tredici presenze per lui nel Campionato Romano.
Nelle successive tre stagioni fece da riserva allo stesso Risorti e nel 1948 si ritirò dal calcio.

## Palmarès

### Giocatore

#### Competizioni nazionali
- Serie C: 1

M.A.T.E.R.: 1938-1939